# New England Women's and Men's Athletic Conference
La New England Women's and Men's Athletic Conference (NEWMAC) (en español: Conferencia Atlética Femenina y Masculina de Nueva Inglaterra) es una conferencia de la División III de la NCAA. 

## Historia
La conferencia fue fundada en 1985 con el nombre de New England Women's 6 Conference (NEW 6) solamente para los equipos femeninos de seis universidades:
- Babson College
- Instituto de Tecnología de Massachusetts
- Smith College
- Universidad Brandeis
- Wellesley College
- Wheaton College

En 1988 se incorporaron el Instituto Politécnico de Worcester y Mount Holyoke College, cambiando de nombre la conferencia a NEW 8 Conference. En 1995 la Universidad Brandeis dejó la conferencia para incorporar sus equipos femeninos a la University Athletic Association, donde ya competían los equipos masculinos, siendo sustituida por la Universidad Clark.
En 1998 la conferencia cambió de nombre al actual, tras la decisión de añadir equipos masculinos y la incorporación de dos nuevos miembros: Springfield College y la Academia de la Guardia Costera de Estados Unidos.
En 2013 Emerson College se convirtió en el undécimo miembro, mientras que la Academia Marítima de Massachusetts se unió como miembro asociado en lacrosse masculino y Simmons College en remo femenino. 
El 1 de julio de 2017 se unieron como miembros asociados en fútbol americano la Academia de la Marina Mercante de los Estados Unidos, la Academia Marítima de Maine, la Universidad de Norwich y la Universidad Católica de América.

## Deportes
Los deportes practicados en esta conferencia son: 
| Categoría masculina - Baloncesto - Campo a través - Lacrosse - Fútbol - Natación y saltos - Tenis - Atletismo - Béisbol - Fútbol americano |  | Categoría femenina - Baloncesto - Campo a través - Lacrosse - Fútbol - Natación y saltos - Tenis - Atletismo - Sófbol - Hockey sobre césped - Remo - Voleibol |